# IC 2145
IC 2145 ist ein Emissionsnebel im Sternbild Dorado. Das Objekt wurde im Jahre 1901 von Williamina Fleming entdeckt.